# Santervás del Burgo
Santervás del Burgo es una localidad española de la provincia de Soria, partido judicial de Burgo de Osma, comunidad autónoma de Castilla y León. Pertenece al municipio de Fuentearmegil.

## Situación
Se encuentra al oeste de la provincia, cercana al cañón del río Lobos, en el centro de un imaginario polígono formado por San Esteban de Gormaz, San Leonardo de Yagüe y El Burgo de Osma.

## Historia
El nombre de localidad, Santervás, significa "San Gervasio".
Primitivo asentamiento celtíbero de la tribu arévaca, tras la romanización de la comarca con la fundación sobre las primitivas ruinas de nuevas ciudades romanas como Clunia, Uxama y Termantia, surgen también villas agropecuarias. 
La abundancia de restos en el yacimiento de Los Villares y en otros varios lugares de Santervás indica sin duda la fuerte explotación que se realizaba de la zona en esa época. Los restos, datados desde mediados del siglo II hasta el siglo IV, permiten datar la villa en la época altoimperial.
La villa fue destruida por las invasiones de francos y otros pueblos europeos probablemente hacia finales del siglo III.
En 1352, según el Becerro de las Behetrías, la localidad era un dominio del monasterio de monjas bernardas de Santa María de Fuencaliente del Burgo.
Sebastián Miñano  lo describe a principios del siglo XIX como una de las tres aldeas de la villa, conocida entonces como Fuente Armejil, de señorío en la provincia de Burgos, partido de Aranda de Duero, obispado de Osma, con  alcalde pedáneo, 234 vecinos, 1.058 habitantes.
El 2 de abril de 1924, 43 colonos compran al conde de Adanero el coto en el que llevaban viviendo y trabajando por generaciones, al precio de 83216 pesetas, incluyendo 116 fincas urbanas y 4174 rústicas. En el mismo contrato se adquirieron también por sus respectivos vecinos los términos de Fuentearmegil, Zayuelas y Fuencaliente; en total 5544 hectáreas, por un precio global de 372.382 pesetas.

## Demografía
En el año 1981 contaba con 81 habitantes, concentrados en el núcleo principal y 21 en 2010, 11 varones y 10 mujeres.
| Gráfica de evolución demográfica de Santervás del Burgo entre 2000 y 2010                        |
|                                                                                                  |
| Población de derecho (2000-2010) según los censos de población del INE a 1 de enero de cada año. |

## Geografía

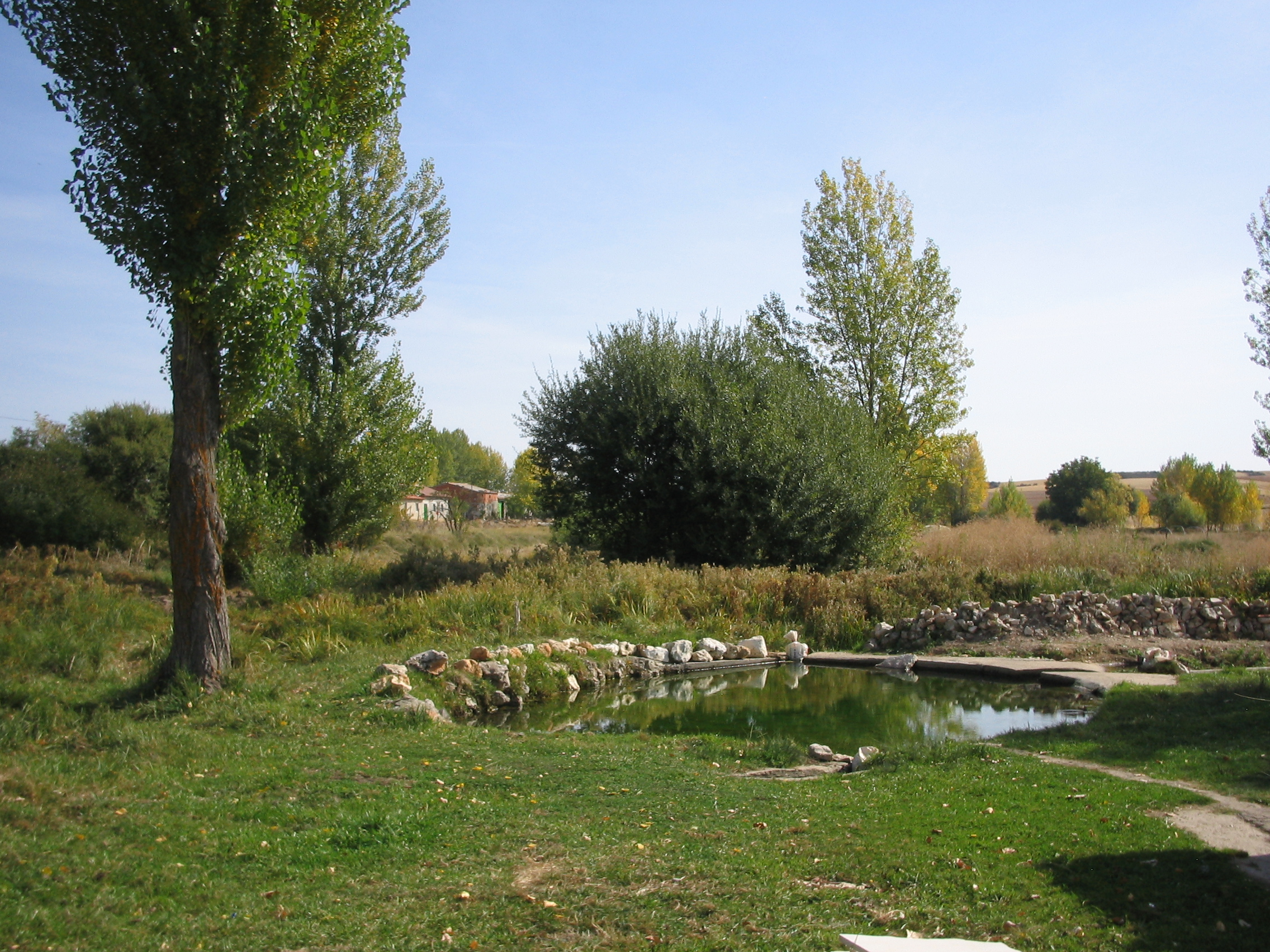
Laguna de Santervás.

La abundancia de manantiales es una característica de Santervás del Burgo, con numerosos manantiales en su término, incluyendo La Laguna y La Fuente al sur del casco urbano.
Censo documental de fuentes y manantiales 
- Cubillo de Barracón: al Sur del pueblo
- Cubillo del Cuento: al Norte del pueblo
- La laguna: gran ojo; utilizado para el baño y lavadero; en el paraje Dos Huertos
- Las charquillas: al Norte del pueblo
- Cubillo de la Matilla: al Este del pueblo
- Fuente de la Mediana: ojo de pequeña circunferencia; en el paraje Dos Huertos
- La Fuente Nueva 2 chorros de agua fría; pilón
- Manantial de Quemado: a unos 800m del pueblo por la carretera a Rejas de Ucero, unos 100m a la izquierda.
- Cubillo de Valdehondillo: hacia el suroeste y por el oeste
- Cubillo de Valdelaobera: al norte del pueblo
- Cubillo de Valdepedro: al sur del pueblo
- Vallejo Lobos: abastecimiento del pueblo; ojo cubierto e inaccesible
- Cubillo de Visleria:  al Este del pueblo

Es debido a esta abundancia de agua que, pese a los 990 metros de altitud del pueblo, se puedan cultivar con facilidad unas 8 hectáreas de huertos, junto al núcleo de viviendas, aunque cada vez estén más abandonadas por el descenso de población. Son los términos de Dos Huertos y La Vega.
Nace también en el pueblo el río Cejos, que junto con el Río Perales nacido a poca distancia, fluye hasta el Duero por su margen derecha.

## Monumentos
Villa romana: La villa de "Los Villares", en el sur de la localidad ha sido declarada "Bien de Interés Cultural", en la categoría de "Zona Arqueológica" el 8 de febrero de 2006.

## Fiestas

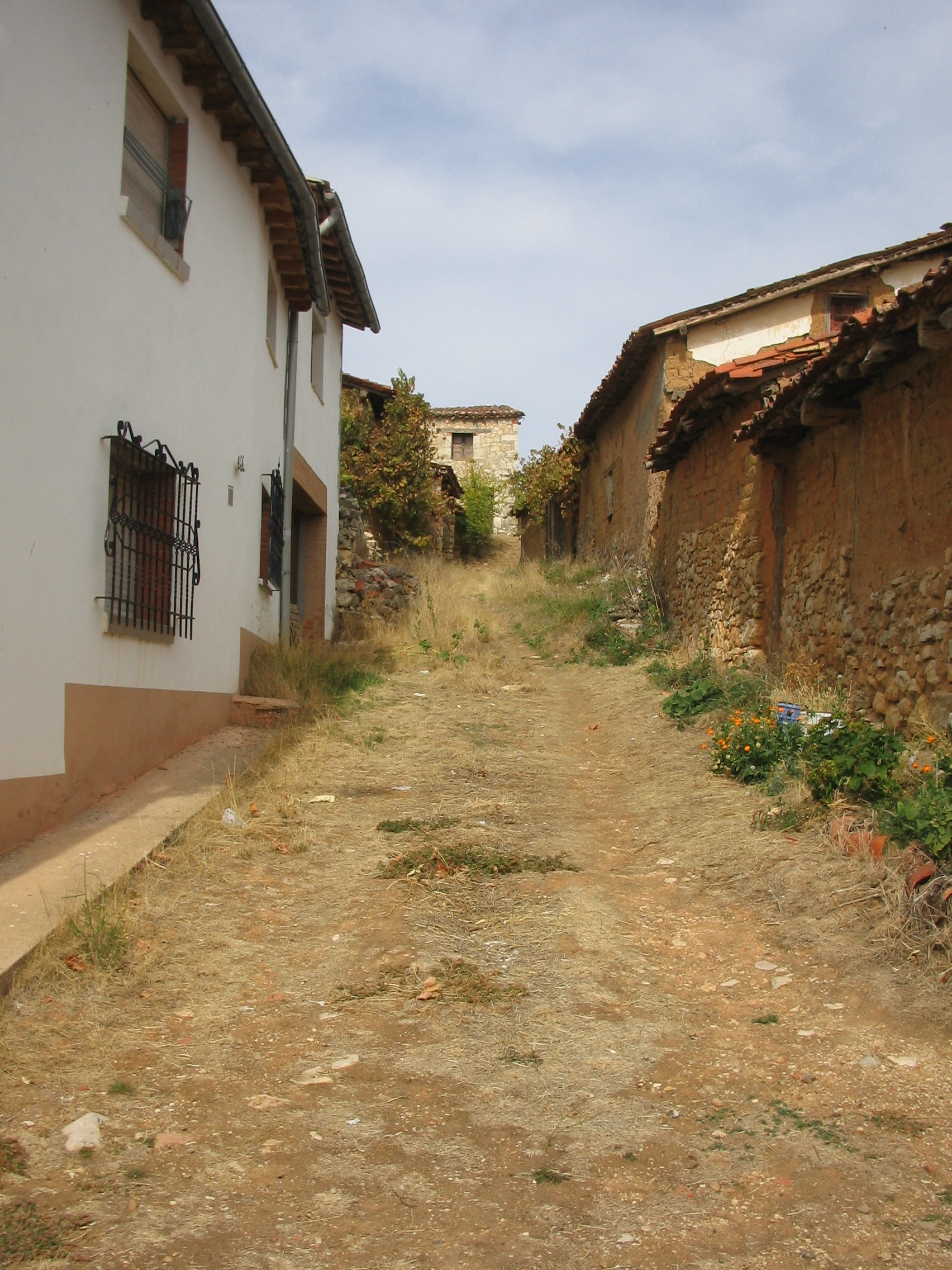
Calle de Santervás.

Las fiestas patronales en honor a San Gervasio se celebran el 19 de agosto, aunque algunos años se pasan los festejos y actividades al fin de semana anterior o posterior.
Mención aparte merece el llamado "Día de la Caridad" celebrado el 1 de noviembre desde tiempos inmemoriales, en el que se reparte pan, vino y frutos secos a todos los asistentes.